# Grisslehamn
Grisslehamn is een havenplaats, gelegen aan de Botnische Golf, in de gemeente Norrtälje in het landschap Uppland en de provincie Stockholms län in Zweden. De plaats heeft 277 inwoners (2005) en een oppervlakte van 122 hectare.
Vanaf deze haven vertrekt de veerboot van Eckerö linjen naar Berghamn op Eckerö, de meest westelijke gemeente van Åland.

## Historie
Het oorspronkelijke Grisslehamn lag ongeveer 20 km. zuidelijker dan de huidige plaats, en werd voor het eerst beschreven in 1376, als onderdeel van de postroute; het vertrekpunt van de roeiboten die post vervoerden van en naar Åland en verder naar Finland, dat toen deel uitmaakte van het Zweedse rijk. Naast de visserij heeft de post voor het plaatsje altijd een belangrijke rol gespeeld.

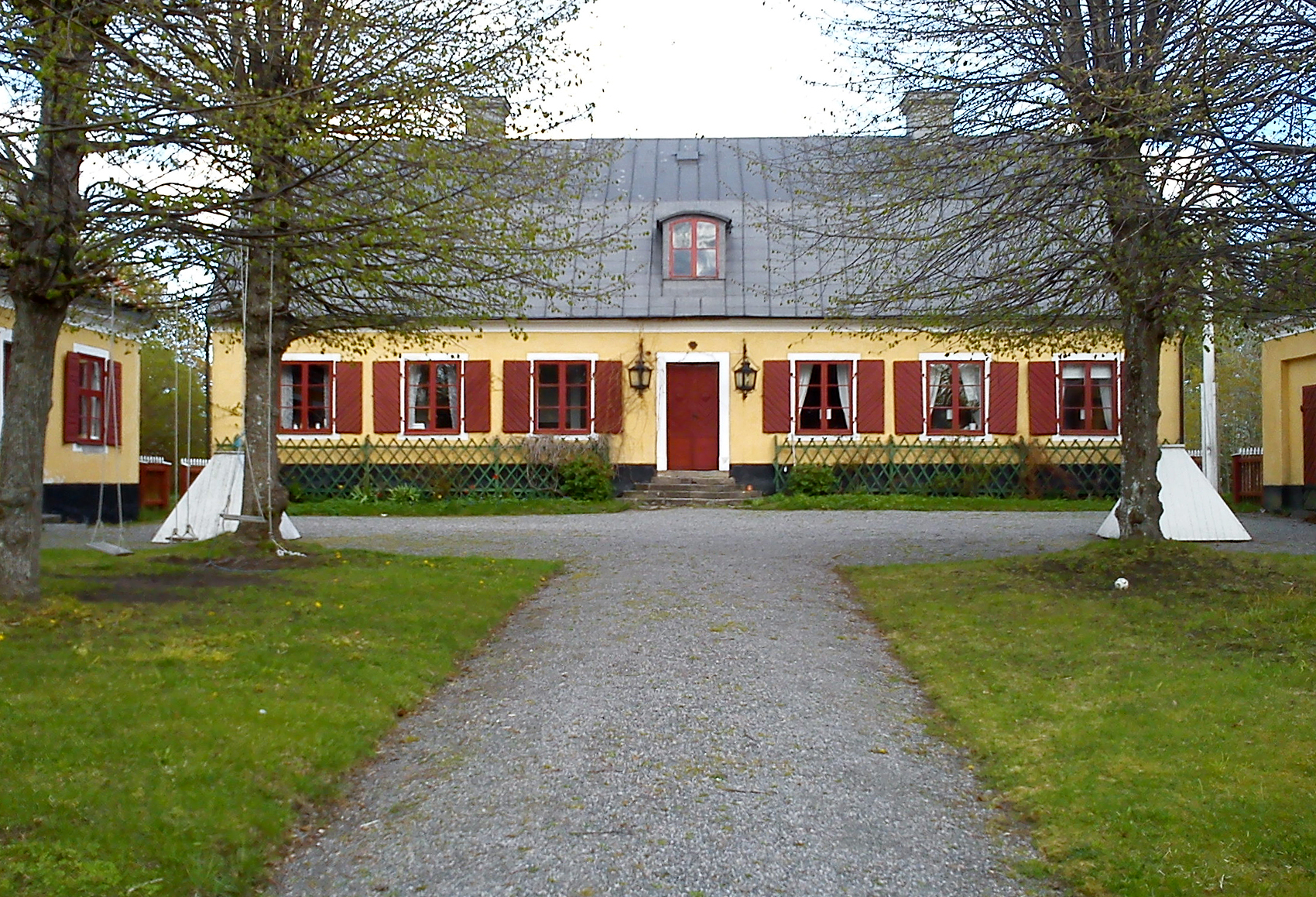
Het postkantoor in nieuw-Grisslehamn, gebouwd in 1756.

In 1754 is het oorspronkelijke dorp door een grote brand in de as gelegd, en er werd besloten het enkele tientallen kilometers noordelijker weer op te bouwen. De belangrijkste reden voor die verplaatsing was de kortere zeeroute naar Åland.
In het begin van de 20e eeuw werden de post-roeiboten vervangen door stoomboten, maar de traditie van het roeien wordt nu nog steeds jaarlijks rond midzomer voortgezet door groepen mensen die in de traditionele bootjes en in traditionele kledij de overtocht maken.
Tijdens de Finse Oorlog tegen Rusland in 1808-1809 vluchtte de commandant van Åland, Baron Georg Carl von Döbeln naar Grisslehamn toen het toenmalig tot Zweden behorende Åland door de Russen onder generaal Kulnev onder de voet werd gelopen. Kulnev achtervolgde hem over het ijs naar Grisslehamn en dreigde op 19 maart 1809 het dorp plat te branden als von Döbeln niet zou vertrekken. Uiteindelijk koos hij eieren voor zijn geld en vertrok, waardoor Grisslehamn een tweede vernietiging bespaard werd.

Ter nagedachtenis aan de strijd die rond het dorp is gestreden en de gevallen Zweedse militairen, is er een standbeeld in de vorm van een hoge hoed: de hoed die behoorde tot het militaire uniform van het Upplandse regiment.
In 1903 opende hotel Havsbaden de deuren, waardoor Grisslehamn een conferentiecentrum en kuuroord rijker was, met hete baden, een relatief zonnig klimaat en prachtig uitzicht op zee. Dit werd spoedig de belangrijkste inkomstenbron voor de lokale economie. Het hotel bestaat nog steeds, maar inmiddels heeft de veerverbinding van de Eckerölinje naar Åland de economische toppositie overgenomen.